# Dacus lotus
Dacus lotus är en tvåvingeart som först beskrevs av Mario Bezzi 1924.  Dacus lotus ingår i släktet Dacus och familjen borrflugor. Inga underarter finns listade i Catalogue of Life.